# Johann Klopreis
Johann Klopreis auch Klopriß und Cloprys (* um 1500 in Bottrop; † 1. Februar 1535 in Brühl bei Köln; hingerichtet) war Täuferprediger in Münster.

## Leben

### Vikar
Johann Klopreis wurde um 1500 in Bottrop im Vest Recklinghausen als Sohn eines Schröders geboren. Er studierte in Köln von 1518 bis 1521 und schloss mit dem Magistergrad ab. Danach übernahm er als Priester mehrere Vikariatsstellen, so in Wesel, Bislich und Büderich.
In Büderich traf er mit dem reformatorisch gesinnten Lateinlehrer Adolf Clarenbach zusammen. Gemeinsam mit ihm verbreitete Klopreis ab 1518 die lutherischen Lehren am Niederrhein. In Büderich lebte er mit einer begüterten Frau im Konkubinat und hatte vier Kinder mit ihr. Wegen seiner reformatorischen Umtriebe musste Clarenbach Büderich verlassen. Klopreis wurde aus dem gleichen Grund nach Köln vorgeladen, wo er 1526 zum Widerruf gezwungen wurde. Da Klopreis die reformatorische Predigttätigkeit fortsetzte und sogar Clarenbach bei sich aufnahm, wurde er erneut vor das Gericht in Köln geladen. Diesmal verurteilte man ihn zu lebenslanger Haft. Clarenbach, der ihn nach Köln begleitet hatte, wurde ebenfalls eingekerkert. Klopreis gelang mit Hilfe von Theodor Fabricius in der Silvesternacht 1528 die Flucht; Clarenbach wurde später hingerichtet.

### Prädikant
Nach seiner Flucht aus Köln fand Klopreis Aufnahme beim Drosten Werner IV. von Palant in Wassenberg. Er wurde als Kaplan angestellt und wirkte später auch in der Stadtkirche. Er predigte weiterhin das evangelische Gedankengut und teilte das Abendmahl in beiderlei Gestalt (Brot und Wein) an die Gemeinde aus. In der Umgebung von Wassenberg waren noch andere ähnlich gesinnte Prediger tätig. Einen besonderen Einfluss übte Heinrich Roll auf Klopreis aus. Durch ihn wurde er mit der Sakramentenlehre von Zwingli bekanntgemacht. Bereits in Wassenberg hatte er nach eigenen Angaben gegen die Kindertaufe gepredigt. Roll, Klopreis und einige andere Schützlinge von Werner von Palant sind als die Wassenberger Prädikanten bekannt geworden. Als nach vier ungestörten Jahren die neue Kirchenordnung in Jülich eingeführt wurde, sah sich Klopreis gezwungen, Wassenberg zu verlassen. Wie schon vor ihm Heinrich Roll begab er sich nach Münster, wo die Reformation unter Bernd Rothmann erfolgreich durchgeführt worden war.

### Täufer
Als Klopreis im Februar 1532 in Münster ankam, war die Reformation in eine entscheidende Phase getreten. Er wurde von Rothmann und Roll gebeten, eine Stellung als Prediger anzunehmen. Klopreis ließ Frau und Kinder nachkommen und beteiligte sich wie die anderen Wassenberger Prädikanten an der Verbreitung der neuen Lehre. Mit ihnen nahm er an der weiteren Entwicklung im Täuferreich teil. So ließ er sich im Januar 1533 zusammen mit ihnen die Wiedertaufe geben und nahm auf Anordnung der geistigen Führer eine zweite Frau. Als im Oktober 1534 Sendboten zur Unterstützung Münsters in alle Richtungen ausgesandt wurden, begab er sich zusammen mit Gottfried Stralen und vier anderen Predigern nach Warendorf, um in der Stadt zu missionieren. Sie konnten den Rat und die Bevölkerung für das Täufertum begeistern. Doch schon nach wenigen Tagen wurde Warendorf vom Bischof Franz von Waldeck erneut unterworfen. Klopreis und seine Mitapostel wurden festgenommen. Vier der Prediger und die Warendorfer Rädelsführer wurden auf dem Marktplatz hingerichtet. Klopreis und Stralen wurden dem für Kleriker zuständigen geistlichen Gericht beim Erzbischof von Köln überstellt. Beide wurden zum Tode verurteilt und starben am 1. Februar 1535 als Märtyrer auf dem Scheiterhaufen vor dem Residenzschloss des Erzbischofs und Kurfürsten.
→ Kölner Gerichtswesen vom Mittelalter zur Neuzeit (Insbesondere Geistliches Gericht)
Aus der Kölner Gefangenschaft ist ein unter peinlichem Verhör entstandenes Geständnis erhalten geblieben. Es gibt einen lebendigen Einblick in das Leben von Klopreis und in die Vorgänge im Täuferreich von Münster.